# 千秋病院
千秋病院（ちあきびょういん）は、医療法人尾張健友会が愛知県一宮市千秋町に設置する病院。

## 概要
294床（一般100床/地域包括ケア50床/特殊疾患療養48床/医療療養48床/回復期リハビリ48床）を備える。
公益財団法人日本医療機能評価機構認定病院（病院評価結果は3rdG:Ver.1.1（3回目,2016年9月2日認定,2021年8月20日認定有効期限））。全日本民主医療機関連合会（民医連）加盟病院。

## 診療科
（この節の出典）
- 内科
- リウマチ科
- 小児科
- 外科（消化器・乳がん検診・血管外科） - 乳がん、腹腔鏡下での胆のう摘出、胃がん・大腸がん、痔核や鼠径ヘルニアなどに手術から緩和ケアまで対応しています。乳がん検診に積極的に取り組み、年に数回日曜日の検診を実施している。下肢静脈瘤に対するレーザー治療に対応している。
- 脳神経外科（脳ドック）- 虚血性脳血管障害を中心とした脳卒中治療に対応している。
- 整形外科（脊椎・関節・リウマチ・骨粗鬆症）
- 放射線科
- こう門科
- リハビリテーション科
- 眼科
- 皮膚科
- 泌尿器科（前立腺がん検診） - 腎臓から膀胱、尿道などの尿路、および精巣、前立腺などの生殖器の腫瘍、炎症、結石などに取り組んでいる。
- 歯科
- 専門外来（物忘れ外来・糖尿病外来・禁煙外来）など

## 医療機関の認定
（この節の出典）
- 保険医療機関
- 労災保険指定医療機関
- 指定自立支援医療機関（更生医療）
- 指定自立支援医療機関（育成医療）
- 指定自立支援医療機関（精神通院医療）
- 身体障害者福祉法指定医の配置されている医療機関
- 生活保護法指定医療機関
- 結核指定医療機関
- 指定小児慢性特定疾病医療機関
- 難病の患者に対する医療等に関する法律（平成26年法律第50号）に基づく指定医療機関
- 原子爆弾被害者一般疾病医療取扱医療機関
- 公害医療機関
- 臨床研修病院
- 特定疾患治療研究事業委託医療機関
- 在宅療養後方支援病院
- 無料低額診療事業実施医療機関

## 差額ベッド代について
病院の理念により、差額ベッド料（個室料）を徴収していない。

## 交通アクセス
- JR東海道本線「尾張一宮駅」より、バス利用の場合、
  - 東口名鉄バス乗り場「尾張一宮駅前」（いちい信用金庫の前）にて「岩倉駅行」乗車、「元小山」停留所より西方向へ徒歩約3分。
- 名鉄犬山線「岩倉駅」より、バス利用の場合、
  - 岩倉駅西口の名鉄バス乗り場「岩倉駅」にて「尾張一宮駅行」乗車、「元小山」停留所より西方向へ徒歩約3分。

## 周辺
- 一宮市立千秋南小学校
- 愛知県立一宮南高等学校
- 愛知真和学園大成中学校・高等学校